# RTTY
RTTY (ang. Radioteletype) – jedna z cyfrowych emisji radiowych (np. F1B) i zarazem system telekomunikacyjny stosowane między innymi w krótkofalarstwie. Urządzeniem końcowym jest tutaj dalekopis lub komputer z odpowiednim oprogramowaniem połączony z radioodbiornikiem.
RTTY jest bardzo wolny w porównaniu z nowoczesnymi systemami. Typowa szybkość transmisji wynosi 45 bodów (średnio 60 słów na minutę).
RTTY używa rozmaitych metod modulacji sygnału, z których najbardziej rozpowszechniona jest FSK:
- sygnał kodowany jest typowym 5-bitowym kodem ITA2 (znanym jako kod Baudot–Murray)
- co najmniej jeden system RTTY używa 6-bitowego kodowania znaków ITA2.
- wiele nowoczesnych systemów używa 7- lub 8-bitowych bajtów.